# 狭い門のたとえ

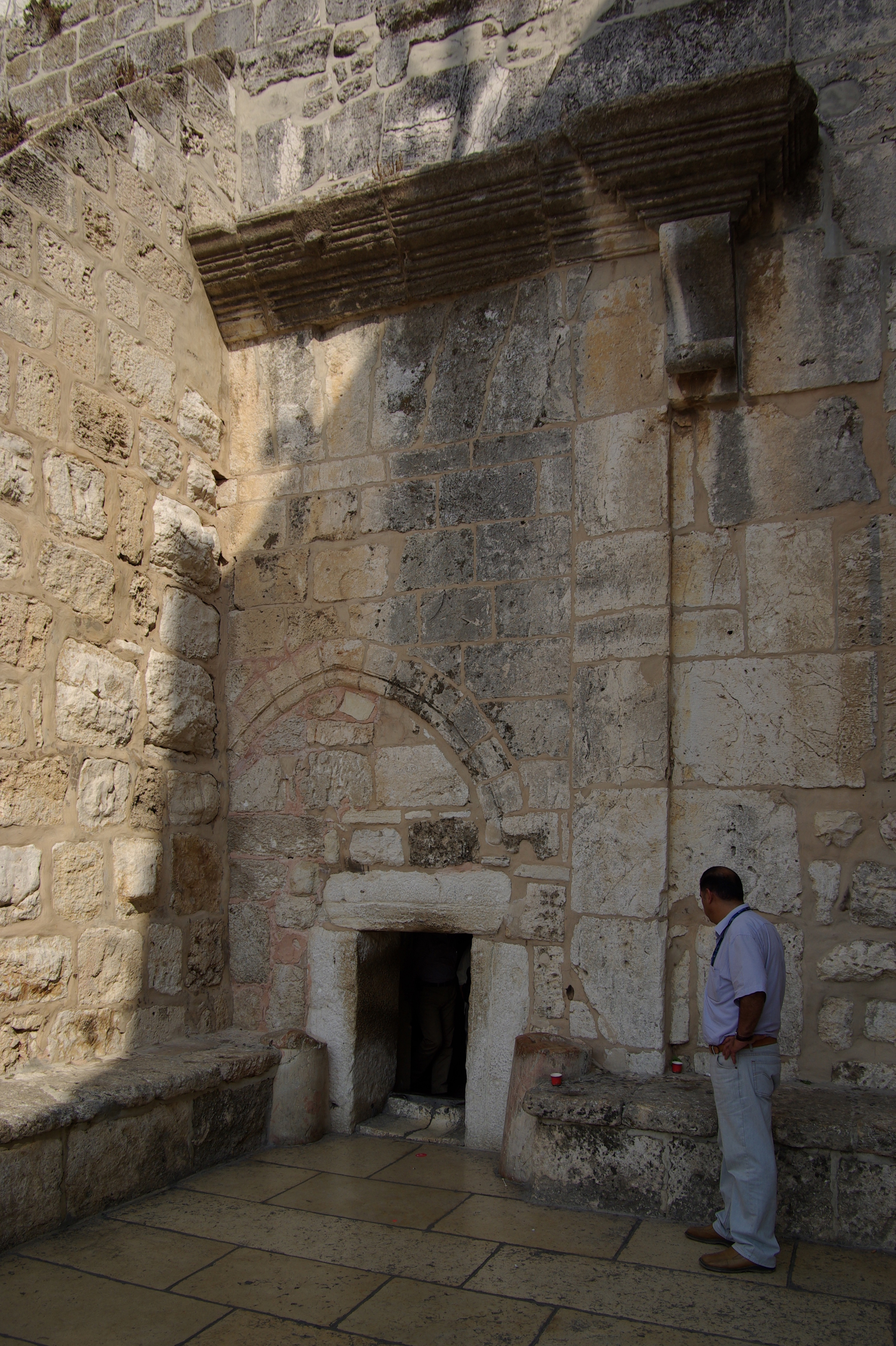
ベツレヘムの聖誕聖堂に見られる「狭い門」は、信じることの難しさを思い起こさせます。

狭い門のたとえ（せまいもんのたとえ）、または、救いについての説教（すくいについてのせっきょう）は、マタイの福音書とルカの福音書に記載されているイエス・キリストによる魂の救いについての教えである。

## 聖書本文
マタイによる福音書では、この文章は短く、こう言っている。
「狭い門から入りなさい。滅びに通じる門は広く、その道も広々として、そこから入る者が多い。しかし、命に通じる門はなんと狭く、その道も細いことか。それを見いだす者は少ない。—マタイによる福音書（新共同訳）7:13-14
ルカによる福音書では、文章はより広範囲にわたり、こう書かれている。
さてイエスは教えながら町々村々を通り過ぎ、エルサレムへと旅を続けられた。

すると、ある人がイエスに、「主よ、救われる人は少ないのですか」と尋ねた。
そこでイエスは人々にむかって言われた、「狭い戸口からはいるように努めなさい。事実、はいろうとしても、はいれない人が多いのだから。
家の主人が立って戸を閉じてしまってから、あなたがたが外に立ち戸をたたき始めて、『ご主人様、どうぞあけてください』と言っても、主人はそれに答えて、『あなたがたがどこからきた人なのか、わたしは知らない』と言うであろう。
そのとき、『わたしたちはあなたとご一緒に飲み食いしました。また、あなたはわたしたちの大通りで教えてくださいました』と言い出しても、
彼は、『あなたがたがどこからきた人なのか、わたしは知らない。悪事を働く者どもよ、みんな行ってしまえ』と言うであろう。
あなたがたは、アブラハム、イサク、ヤコブやすべての預言者たちが、神の国にはいっているのに、自分たちは外に投げ出されることになれば、そこで泣き叫んだり、歯がみをしたりするであろう。
それから人々が、東から西から、また南から北からきて、神の国で宴会の席につくであろう。

こうしてあとのもので先になるものがあり、また、先のものであとになるものもある」—ルカによる福音書（口語訳）13:22-30

## 意味
狭い門は、最も優れた者だけが通ることができ、苦しみと犠牲を必要とする困難な道として理解されるべきではなく、自分自身を小さく謙虚にして通らなければならない道として理解されるべきである。一部の解説者によると、この言葉は、天国に入るために子供のようになるようにというイエスの招きと、金持ちの青年との会談の最後に「誰が救われるのか」という質問に対して発せられた言葉に関連しているという。イエスは答えた。「人間には不可能だが、神にはすべてが可能である。」救われるためには、神に身を委ねなければならない。同時に、ルカによる福音書が述べているように、表面的なものではなく、実質的な方法で宗教を生きなければならない。イエスのパンを食べ、イエスの教えを知り、それを信じるだけでは十分ではないのである。私たちは人生において適切な行動をとり、自分自身を他者の糧とし、単なる信者ではなく、信頼できるキリスト教徒になろうと努めなければならない。

## 教父の解説
ヨハネス・クリュソストモスは、説教で次のように語っている。
ここから多くのことが起こり、私たちを悩ませても、私たちは惑わされてはいけません。道は狭く、門は狭いが、町は狭くないからです。ですから、ここで安息を求めたり、あそこでこれ以上の苦痛を期待したりしてはいけません。

さて、「それを見つける者は少ない」と言われたことで、ここでもイエスは一般の無頓着さを宣言し、聴衆に、多数の幸福ではなく少数の労働に目を向けるよう指示しました。イエスは、この道を歩むどころか、それを選択することさえすべきではない、と言っています。これは最も極度の犯罪行為です。しかし、私たちは多数に目を向けたり、それに悩んだりするのではなく、少数に倣うべきです。そして、必ず備えをして、その道を歩むべきです。
なぜなら、そこに至る道は狭いだけでなく、私たちを倒す者も多数いるからです。それゆえ、イエスはまた、こう付け加えました。

「偽預言者に気をつけなさい。彼らは羊の皮をかぶってあなたがたのところにやって来るが、その内側は貪欲な狼である。犬や豚と一緒に、それよりはるかにひどい別の種類の待ち伏せと陰謀を見なさい。それらは公然と知られ、公然としているが、これらは隠れている。このため、神は、それらから遠ざかるように命じた一方で、...細心の注意を払って見張るように人々に命じました」—『マタイ福音書に関する説教』説教23、§7、§8
ここでクリュソストモスは、広い門、広々とした道には偽預言者や、待ち伏せと陰謀が隠れていることを示唆している。